# 帕特·考克斯
帕特·考克斯 （英語：Patrick Cox, 1952年11月28日—），是一位爱尔兰记者，政客，电视新闻主播。

## 生平
1952年出生在都柏林，但是在利默里克长大。先后在利默里克大学和三一学院 (都柏林)受过教育。认识了妻子Cathy，两人在科克 (爱尔兰)的北郊生活了16年。毕业后进入爱尔兰广播电视，先后担任记者和电视主播。之后离开电视节目从政，1989年到2004年担任欧洲议会议员。2002年到2004年担任欧洲议会议长。